# جون سمول (لاعب كرة قدم أمريكية)
جون سمول (بالإنجليزية: John Small)‏ هو لاعب كرة قدم أمريكية أمريكي، ولد في 20 نوفمبر 1946 في لومبيرتون في الولايات المتحدة، وتوفي في 10 ديسمبر 2012 في أوغستا في الولايات المتحدة.

## وصلات خارجية
- جون سمول على موقع مرجع كرة القدم المحترفة.كوم (الإنجليزية)